# Thur (Suisse)
Pour les articles homonymes, voir Thur.

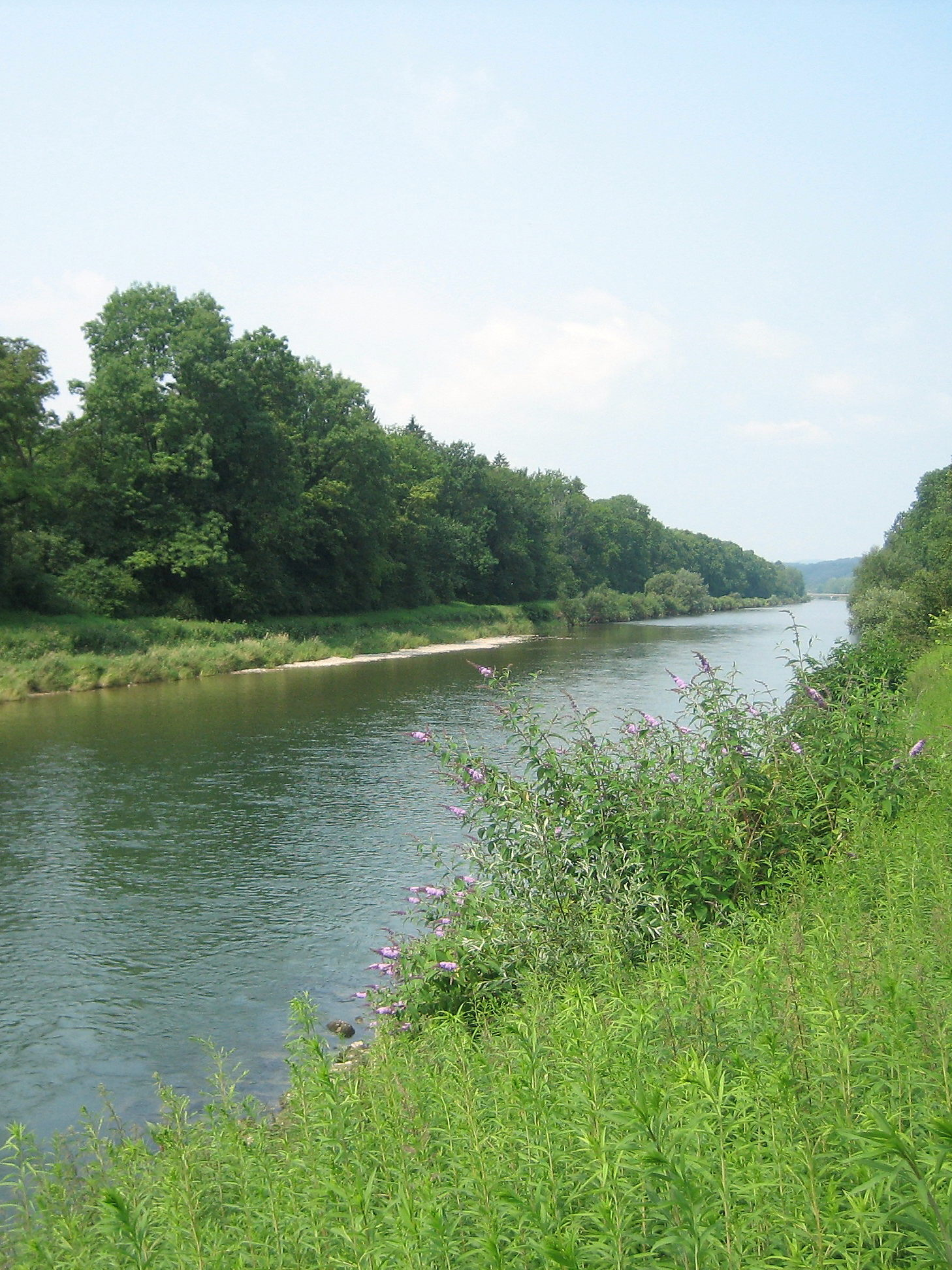

La Thur est une rivière suisse d'une longueur de 135 km et un affluent du Rhin. Son bassin versant couvre une superficie d’environ 1 750 km².

## Géographie
La source de la Thur se situe dans le massif du Säntis sur la commune de Saint-Jean-le-Vieux dans le canton de Saint-Gall. Elle s'écoule ensuite vers le canton de Thurgovie à qui elle a donné son nom. Ensuite, elle s'écoule dans le canton de Zurich jusqu'à Flaach où elle se jette dans le Rhin.
Son nom vient du mot indo-européen Dhu qui signifie « pressé ».